# Schlacht bei Mariazell
Kap Finisterre – Wertingen – Günzburg – Haslach-Jungingen – Elchingen – Ulm – Trafalgar – Caldiero – Mehrbach – Lambach – Bodenbühl – Steyr – Amstetten – Mariazell – St. Pölten – Kap Ortegal – Dürnstein – Schöngrabern – Wischau (Vyškov) – Austerlitz – San Domingo
Die Schlacht bei Mariazell war ein Gefecht des Dritten Koalitionskrieges der Napoleonischen Kriege, bei dem am 8. November 1805 die Nachhut der österreichisch-russischen Koalition von den französischen Truppen unter Generalleutnant Louis de Friant in Mariazell aufgerieben wurde.

## Vorgeschichte
Die Schlacht bei Mariazell fand unmittelbar nach der Kapitulation der österreichischen Truppen in Ulm statt, von wo der Grande Armée der Weg nach Wien offenstand. Die französischen und bayerischen Truppen folgten den sich zurückziehenden österreichischen Verbänden unter Kienmayer, die sich bei Braunau mit russischen Truppen vereinigt hatten, in den österreichischen Donauraum und lieferten sich mehrere Nachhutgefechte.

## Verlauf
Die nach der Schlacht von Steyr ins Enns- und Ybbstal ziehenden österreichischen Verbände stellten sich im Raum Neuhaus am Zeller Rain gegen die französischen Truppen und verwickelten sie in Kampfhandlungen. Doch die Franzosen brachen rasch den Widerstand und fielen plündernd in Mariazell ein. Die Gefangenen brachten sie in der Kirche unter. Bei den Gefechten, die sich bis nach Wegscheid zogen, fielen rund 1.500 Soldaten. Die Franzosen schwenkten sodann über Lilienfeld auf Wien zu, während die stark geschwächten Österreicher nach Wiener Neustadt marschierten, um die südliche Flanke Wiens zu decken.

## Auswirkungen
Es gelang den österreichischen Truppen nicht, die Truppen der Grande Armée aufzuhalten. 